# N'Dali
N'Dali es una comuna beninesa perteneciente al departamento de Borgou.
En 2013 tiene 113 604 habitantes, de los cuales 23 264 viven en el arrondissement de N'Dali.
Se ubica en el cruce de las carreteras RNIE2 y RN6, unos 50 km al norte de Parakou.

## Subdivisiones
Comprende los siguientes arrondissements:
- Bori
- Gbégourou
- N'Dali
- Ouénou
- Sirarou